# Tritozyga sackeni
Tritozyga sackeni är en tvåvingeart som beskrevs av Ephraim Porter Felt 1911. Tritozyga sackeni ingår i släktet Tritozyga och familjen gallmyggor. Inga underarter finns listade i Catalogue of Life.